# Lemuel Cook
Lemuel Cook (10 septembrie 1759 - 20 mai 1866) este ultimul veteran verificabil al Războiul de Independență al Statelor Unite ale Americii. El s-a născut în Litchfield County, Connecticut, fiul lui Henry Cook, și al soției ei Hannah Benham. Lemuel Cook a murit la vârsta de 106 ani, pe 20 mai 1866, a fost înmormântat cu onoluri militare și masonice.